# Gehandicaptenvoetbal
Het G-voetbal is in Nederland en België een niveau in het voetbal voor mensen met een lichamelijke of verstandelijke beperking. In dit niveau is, in tegenstelling tot andere niveaus in het voetbal, meestal geen leeftijdsgrens gesteld. Wel bestaan er gesplitste afdelingen tot 16 jaar en voor volwassenen. Omdat er binnen de regulaire competitie werd gewerkt met A t/m F en de mensen met deze beperking ook wilden voetballen, werd voor de volgende letter in het alfabet gekozen en werd het G-voetbal.

## Aangepaste regels
Een team bestaat uit acht of negen spelers. De teams spelen op een half veld met kleinere doelen dan in het reguliere voetbal hun wedstrijden. Verder bestaat er onder andere geen buitenspel en moet de inworp op de verplichte manier genomen worden. Ook worden er echte kaarten uitgedeeld. In het ergste geval kan een speler het veld uitgestuurd worden, maar is hij niet geschorst.
In 1984 startte SKV Wageningen als initiatiefnemer samen met ESA, Germania en DCS Zevenaar als eerste een G-voetbalcompetitie. Bij SKV, ESA en DCS bestaat het G-voetbal nog steeds, bij ESA en Germania niet meer. 

## Andere vormen
Er zijn ook nog andere vormen van voetbal voor mensen met een beperking. Deze vallen echter niet onder het G-voetbal.
- Voetbal-ID is bedoeld voor voetballers met een IQ onder de 75. Deze vorm wordt alleen in internationaal verband gespeeld op EK's en WK's. In 2010 werd het Nederlandse Voetbal-ID-team tweede op het WK in Zuid-Afrika.
- CP-voetbal is bedoeld voor voetballers met een vorm van hersenverlamming (cerebrale parese). Bij CP-voetbal zijn het veld en de doelen kleiner dan bij het reguliere voetbal en er staan maar zeven spelers per team in het veld. Een deel van de spelers van het Nederlandse CP-voetbal team speelt in de reguliere competitie. Het Nederlandse CP-voetbalteam werd in 2010 vierde op het EK in Schotland. In 2011 werd de Oranje CP-Voetbalploeg vijfde op het WK in Nederland.
- Blindenvoetbal is bedoeld voor voetballers met een visuele beperking. Bij het blindenvoetbal heeft het veld de afmetingen van een zaalvoetbalveld en het veld wordt afgeschermd door een opstaande rand. Daarnaast zitten er in de bal belletjes, waardoor de spelers kunnen horen waar de bal is. Bij het blindenvoetbal wordt er gespeeld met vijf spelers per team, waarvan de doelman kan zien.